# Thilo Wolf

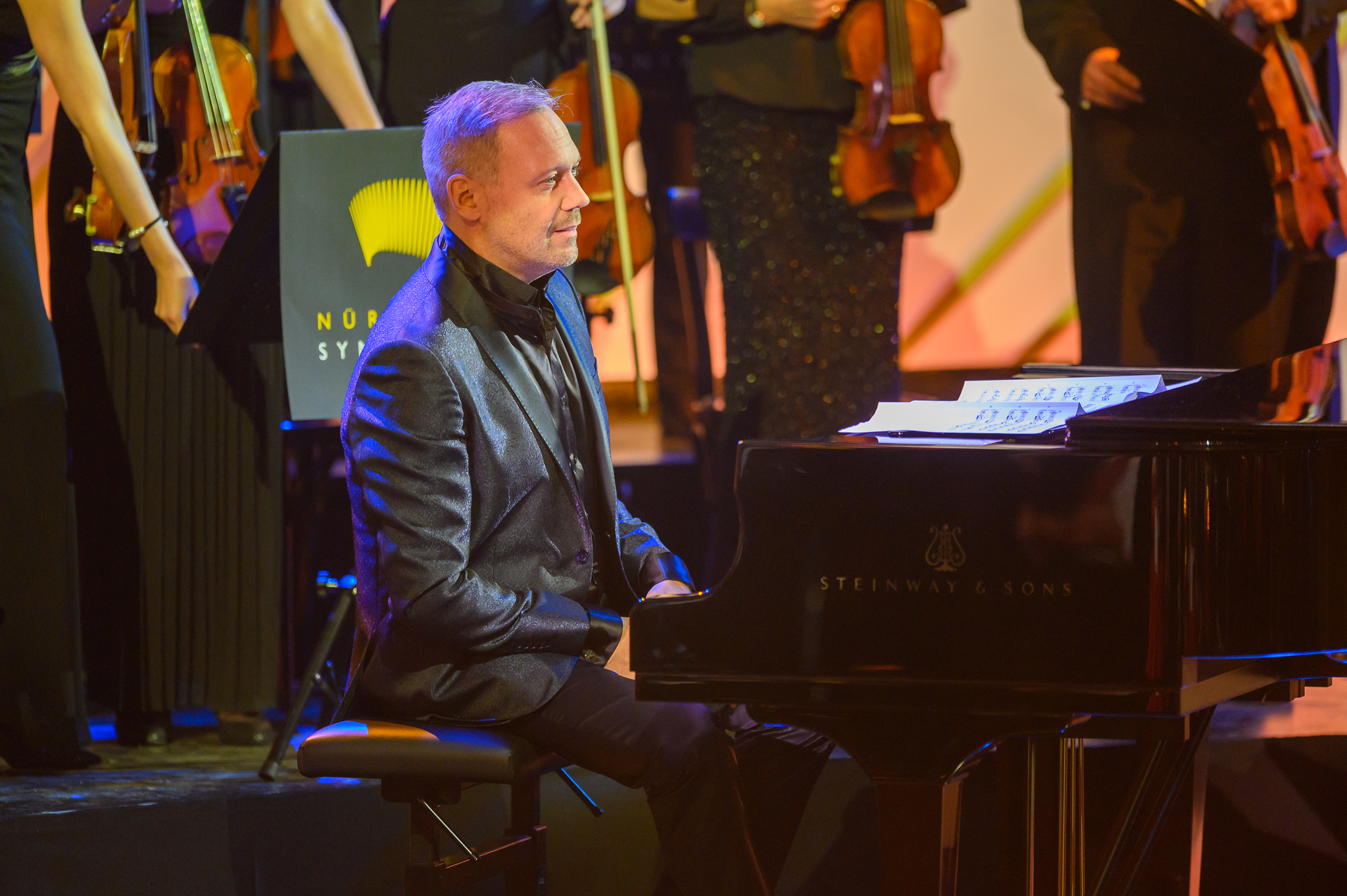
Thilo Wolf bei der Sternstunden-Gala in der Frankenhalle Nürnberg (2019)

Thilo Wolf (* 8. September 1967 in Fürth) ist ein deutscher Jazzmusiker. Der Pianist, Komponist und Arrangeur leitet mit der „Thilo Wolf Big Band“, dem „Thilo Wolf Jazz-Quartett“ und der „Groove Selection“ seine eigenen Formationen. Ebenso komponiert und arrangiert er regelmäßig Musik für Konzertprogramme, Musiktheater und TV-Produktionen. Mit seinen Formationen konzertierte Thilo Wolf in Deutschland, Österreich, der Schweiz und England. Seine Crossover-Projekte führten ihn zu gemeinsamen Konzerten mit bekannten Sinfonieorchestern, aber auch zu Klassikfestivals.

## Leben und Wirken
Wolf lernte neben Klavier weitere Instrumente wie Kontrabass und Schlagzeug und erhielt bereits als Jugendlicher zahlreiche Auszeichnungen. Seine musikalische Ausbildung erhielt er in Form von Privatunterricht bei u. a. Charly Antolini (Schlagzeug). Im Alter von 16 Jahren schrieb Wolf ein erstes Arrangement für Big Band. Nach seiner Schulzeit am Heinrich-Schliemann-Gymnasium Fürth studierte er Betriebswirtschaft an der Universität Erlangen-Nürnberg und schloss mit einem Diplom mit Prädikat ab.
1992 gründete er die Thilo Wolf Big Band und bekam vom Bayerischen Rundfunk seine eigene TV-Show Swing it! mit festem Sendeplatz, in der 12 Jahre lang international bekannte Jazzmusiker zu Gast waren. Darunter auch Grammy-Preisträger wie Diane Schur oder New York Voices. Die Big Band spielte außerdem als Fernsehorchester der ARD in zahlreichen Musiksendungen u. a. wie der Michael-Schanze-Show, Lieder sind mein Leben und Wenn das kein Grund zum Feiern ist sowie beim Bayerischen Filmpreis oder beim Bayerischen Fernsehpreis. Zudem tritt die Big Band in zahlreichen Ballsälen Deutschlands auf. Nachdem bereits das Jubiläum zum 20-jährigen Bestehen der Big Band ausgestrahlt wurde, widmete das Bayerische Fernsehen Thilo Wolf zum 25. Jubiläum ein halbstündiges Porträt und sendete den Live-Mitschnitt des Jubiläumskonzertes. 2021 wurde die Aufzeichnung des Livekonzerts Big Band Swinging - Voices Singing im Stadttheater Fürth auf YouTube veröffentlicht.
Wolfs musikalischer Schwerpunkt liegt im Bereich des Jazz, ergänzt durch stilübergreifende Projekte. Das Projekt Rock the Big Band hatte Ende 2013 Premiere. Es entstand aus der Kooperation der Thilo Wolf Big Band und dem Skibbe-Rocktrio. Das Release-Konzert des gleichnamigen Albums wurde mehrfach ausgestrahlt.
Mit dem Thilo Wolf Jazz-Quartett entstanden zahlreiche Konzertprojekte und -programme, von Wolf größtenteils selbst arrangiert. Gemeinsam konzertierte das Quartett u. a. mit dem (klassischen) Berliner Saxophon Ensemble und der Festival-Tournee Klassik & Jazz mit dem Windsbacher Knabenchor. Für das Projekt Jazz Meets Symphony trat das Quartett 2015 erstmals mit den Nürnberger Symphonikern auf. Seither entstanden weitere Crossover-Projekte wie Music for Lovers, Soul & Symphony oder Gershwin Melodies mit dem Münchner Rundfunkorchester.

### Musikproduktionen
Neben seinen eigenen Projekten schreibt und produziert Wolf zahlreiche CD- und Musikaufnahmen für Film (z. B. Regina auf den Stufen), für Fernsehen und Hörfunk (ARD-Shows wie Lieder sind mein Leben oder Herzlichen Glückwunsch mit Michael Schanze), für Künstler wie Bill Ramsey, Patrick Lindner, Al Martino und Angelika Milster sowie für Orchester: RIAS Big Band Berlin, hr-Bigband, die New York Strings, das Babelsberger Filmorchester und das Münchner Rundfunkorchester. Er komponierte beispielsweise die Melodie zur alljährlichen Benefizaktion des Bayerischen Rundfunks mit der zugehörigen Sternstundengala und ist dort seit 2004 in die musikalische Produktion, als Orchesterleitung oder auch mitwirkender Künstler involviert.
Seit 2007 ist Wolf regelmäßig als musikalischer Leiter bei Produktionen des Stadttheaters Fürth tätig. Als Komponist und Ideengeber schrieb er bislang vier Musicals, gemeinsam mit Autor Ewald Arenz. Darunter Der Tunnel (2015) und The Famous Door On Swing Street (2020/21), die beide mit dem Deutschen Musical Theater Preis ausgezeichnet wurden. Als Produzent und Dirigent spielte Wolf mit seiner Big Band und den Nürnberger Symphonikern eine Version der Musik zu La Cage aux Folles für das Ohnsorg-Theater Hamburg und die Comödie Fürth ein. 2019 fand in der Comödie Fürth die Premiere von Die lustige Witwe als Jazz-Operette unter seiner Leitung statt. Seine CD-Produktionen und Konzerte führten zur Zusammenarbeit mit internationalen Künstlern wie u. a. Diane Schuur, John Pizzarelli, Randy Brecker, James Morrison und den New York Voices.

### Unternehmerische Tätigkeiten
Seit 1993 wirkt Thilo Wolf zudem als Geschäftsführer in der Eduard Wolf GmbH & Co.KG, einem mittelständischen Unternehmen der Werbebranche. 1997 gründete er die MDL Jazz Musikproduktion, die seit 2018 als Wavehouse Entertainment GmbH firmiert. Weiterhin entwickelte Thilo Wolf das Konzept Jazzthinking, in dem er davon berichtet was Unternehmen aus der Welt des Jazz und der Sinfonieorchester lernen können.

## Preise und Auszeichnungen (Auswahl)
- 1982: Förderpreis des Theatervereins Fürth
- 1984: 1. Preis beim „Forum junger deutscher Komponisten für Orchestermusik“
- 1986: Kulturförderpreis der Stadt Fürth
- 2004: Louis-Armstrong-Gedächtnis-Preis
- 2004: Kulturpreis der Stadt Fürth
- 2007: Aufnahme der Thilo Wolf Big Band in die US-amerikanische Big Band and Jazz Hall of Fame
- 2012: „Künstler des Monats“ Juni, gewählt durch die Metropolregion Nürnberg
- 2016: Nominierung für das Musical Der Tunnel für den Deutschen Musical Theater Preis, Kategorien „Beste Komposition“ und „Bestes Arrangement“[24]
- 2021: Nominierung gemeinsam mit Christoph Müller für den Deutschen Musical Theater Preis für das Musical Swing Street, Kategorie „Bestes Musikalisches Arrangement“[25]
- 2022: Longlist 1/2022 des Preis der deutschen Schallplattenkritik in der Kategorie Jazz l mit dem Album Swinging Cole Porter (Mitch Winehouse & Thilo Wolf Big Band)[26]
- 2023: Grand Prize der 3rd ISAC International Popular Music Composition Competition[27]

## Musicalkompositionen
- 2010: Bahn frei! UA Stadttheater Fürth[28]
- 2012: Tod im Turm, Theater Lüneburg[29]
- 2015: Der Tunnel. UA Stadttheater Fürth[30]
- 2020: The Famous Door On Swing Street. UA Stadttheater Fürth[31]

## Diskografie (Auswahl)
- I Got Rhythm. Thilo Wolf in verschiedenen Besetzungen: Trio, Quartett, Big Band. (1991)
- Swing it!. Thilo Wolf Live-Mitschnitt mit Max Greger, Tools Thielemans, Hugo Strasser, Wall Street Crash (1993)
- Sternstunden in Swing. Thilo Wolf Big Band (1993)
- Mr. Grooverix. Thilo Wolf Big Band (1995)
- Gospel Faces. Thilo Wolf Band, Joan Faulkner (1996)
- A Swinging Hour in New York. Thilo Wolf Trio, Randy Brecker, Chuck Loeb, New York Strings (1997)
- Von Bach bis Ellington. Thilo Wolf Quintett, Windsbacher Knabenchor (1999)
- Swing it! Vol.2. Thilo Wolf Big Band, Etta Cameron und Allan Harris (1999)
- The Best of Thilo Wolf. Thilo Wolf Big Band & Trio feat. Randy Brecker, Etta Cameron, Joan Faulkner, Allan Harris, Chuck Loeb, New York Strings (2000)
- Big Band Boogie. Bill Ramsey, Thilo Wolf Big Band (2002)[32]
- That’s My Band – Live at „Swing it! “– Vol.3. Thilo Wolf Big Band (2004)
- Classic Sax Across Jazz. Thilo Wolf Jazz Quartett, Berliner Saxophon Ensemble (2004)
- Gigolo. Patrick Lindner, Thilo Wolf Big Band (2005)[33]
- Big Band Shout. Thilo Wolf Big Band (2006)
- Petticoat & Schickedance. Thilo Wolf Orchestra (2007)
- In A Personal Mood. Thilo Wolf Big Band (2007)[34]
- Love Me Gershwin. Thilo Wolf Big Band, Jutta Czurda (2011)
- Big Band Satt. Thilo Wolf Big Band, RIAS Big Band (2012)
- Tod im Turm. (Musik von Thilo Wolf)
- Rock the Big Band. Thilo Wolf Big Band, Skibbe-Rock-Trio (2013)
- Davon geht die Welt nicht unter. Volker Heissmann, Thilo Wolf Big Band (2014)
- Charly's Tante. (2017)[35]
- Die lustige Witwe (Jazz-Operette) (2019)
- The Famouse Door On Swing Street. Swing Street Original Cast, Thilo Wolf Orchester (Wavehouse Entertainment; 2020)[36]
- Swinging Cole Porter. Thilo Wolf Big Band, Mitch Winehouse (Wavehouse Entertainment; 2021)[37]
- Let's Do It!. Gaines Hall, Thilo Wolf Big Band (Wavehouse Entertainment; 2022)[38]
- Gershwin Melodies. Thilo Wolf Jazz Quartett, Münchner Rundfunkorchester, Dirigent: Enrique Ugarte (Wavehouse Entertainment; 2023)[39]
- Duets – The Music of Cole Porter. Mitch Winehouse, Thilo Wolf Big Band (Wavehouse Entertainment; 2024)